# Misunderstood (Bon Jovi)
Misunderstood is een nummer van de Amerikaanse rockband Bon Jovi uit 2002. Het is de tweede single van hun achtste studioalbum Bounce.
Het nummer werd een bescheiden hitje in een aantal, voornamelijk Europese landen. Het haalde de Amerikaanse Billboard Hot 100 echter niet. Wel haalde het in de Nederlandse Top 40 een bescheiden 35e positie, en in Vlaanderen bleef het steken op een 13e positie in de Tipparade.